# Estación de Castiello
Castiello es un apeadero ferroviario sin servicio de viajeros situado en el municipio español de Castiello de Jaca en la provincia de Huesca, comunidad autónoma de Aragón. Se encuentra unos 3 km al norte del mismo circulando por la N-330 y a unos 1200 m de la localidad de Aratorés.
La estación se halla sin servicio de viajeros desde la apertura del apeadero de Castiello-Pueblo, más cercana a Castiello de Jaca, pero más lejana a Aratorés. Ocasionalmente cumple funciones logísticas por su acceso cercano a la N-330. 

## Situación ferroviaria
La estación se encuentra en el punto kilométrico 202,4 de la línea de ferrocarril que une Zaragoza con la frontera francesa por Canfranc a 909 metros de altitud.
En realidad, el poste señala el pk. 8,7 debido a que el kilometraje se reinicia en Jaca.

## Historia
La estación fue abierta al tráfico el 25 de julio de 1922 con la puesta en marcha del tramo Jaca-Canfranc de la línea que pretendía unir Zaragoza con la frontera francesa. Dicho tramo fue construido por el Estado y explotado desde un primer momento por Norte. En 1941, la nacionalización del ferrocarril en España supuso la desaparición de las compañías existentes y su integración en la recién creada RENFE. 
Desde el 31 de diciembre de 2004 Adif es la titular de las instalaciones.

## La estación
Inicialmente los trenes entraban en el andén a via derivada, pero en una actuación posterior, se eliminó la vía derivada y muerta con el fin de modernizar la estación y adaptarla para usuarios con discapacidad, dejando únicamente la vía principal. La estación pasó a ser un apeadero al recrecer el andén sobre el balasto de la vía derivada. 
Más tarde, la construcción del apeadero de Castiello-Pueblo, dejó la reformada estación casi sin usuarios, registrándose unos 34 viajeros al año, lo que acarreó su cierre.
Desde 2013, Renfe no efectúa servicio alguno de viajeros, únicamente las funciones derivadas del transporte de mercancías.

## Servicios ferroviarios

### Media Distancia
Circulan sin parada los trenes regionales automotores operados por Renfe. Para poder usar estos trenes es necesario desplazarse hasta el apeadero de Castiello-Pueblo, en dirección sur.